# A félelem játéka
A félelem játéka (eredeti cím: Reasonable Doubt) 2014-ben bemutatott német-kanadai bűnügyi-thriller, melyet Peter Howitt rendezett és Peter A. Dowling írt. A főszerepben Samuel L. Jackson, Dominic Cooper, Erin Karpluk, Gloria Reuben és Ryan Robbins látható. A film általánosságban negatív értékeléseket kapott a kritikusoktól.
A film 2014. január 17-én jelent meg.

## Cselekmény
Mitch Brockden (Dominic Cooper) körzeti ügyész ünnepli bírósági győzelmét kollégáival. Nem sokkal később, ittas állapotban beül autójába és véletlen elgázol egy férfit. Jogi karrierjének megőrzése érdekében titokban tartja az esetet, családja és a kollégái előtt. Mitch bűnösnek és felelősségteljesnek érzi magát és egyre jobban gyötri a lelkiismeretfurdalás. Egy másik férfit, az 55 éves autószerelő Clinton Davist (Samuel L. Jackson) vádolják meg a bűncselekménnyel.
A tárgyalás napján Mitch rájön, hogy a férfi szándékosan rohant ki az autó elé, mert próbált menekülni Clinton elől, aki az egyik sikátorban kínozta. Clint megfenyegeti Mitch-et, ha elmondja bárkinek is a történteket, megöli a feleségét és újszülött kisbabáját. Mitch mostohatestvére, Jimmy segítségével betör Clinton lakásába bizonyítékokat keresni, amit végül a padlóban megtalál. Közben Clinton egy elhagyatott gyártelepen leüti kalapáccsal az őt megfigyelő Jimmy-t, akit aztán megkötöz és értesíti a rendőrséget.
A rendőr nyomozóknak nyilvánvaló bizonyítékuk van arra, hogy Mitch a gyanúsított, ezért őrizetbe veszik és kihallgatják. Mitchet felhívja egy ügyvéd, aki valójában Clinton. Elmondja, hogy célpontul fogja venni a családját. Mitch titokban megszökik és az őrsnél lévő egyik rögtönzött autóval a családjához siet.
Közben a magát nyomozónak kiadó Clinton már a házban van és a feleségének tesz fel kérdéseket. Azonban a nő észreveszi a róla dokumentált adatokat, amik kiestek a földre. Mitch hazaérkezik, fegyvert szegez Clintonra, viszont ő túszul ejti a feleségét. Közben megérkezik a rendőrség, és Blake Kanon nyomozó lelövi Clintet, Mitch pedig boldogan él tovább családjával.

## Szereplők
| Színész                | Szerep                | Magyar hang      |
| ---------------------- | --------------------- | ---------------- |
| Dominic Cooper         | Mitch Brockden        | Dányi Krisztián  |
| Samuel L. Jackson      | Clinton Davis         | Vass Gábor       |
| Erin Karpluk           | Rachel Brockden       |                  |
| Gloria Reuben          | Blake Kanon nyomozó   | Kocsis Mariann   |
| Ryan Robbins           | Jimmy Logan           | Szabó Máté       |
| Dylan Taylor           | Stuart Wilson         | Seszták Szabolcs |
| Karl Thordarson        | Cecil Akerman         |                  |
| Dean Harder            | Terry Roberts         | Juhász Zoltán    |
| Carson Nattrass        | Travis rendőr         |                  |
| John B. Lowe           | G. Mckenna bíró       | Horányi László   |
| Philippe Brenninkmeyer | Jones kerületi ügyész | Kajtár Róbert    |
| Jessica Burleson       | titkárnő              |                  |
| Kelly Wolfman          | Dr. Brown             |                  |

## Gyártás
A film forgatása 2012. november 19-én kezdődött Winnipegben (Kanada). A filmet 27 napon keresztül Chicagóban forgatták. A gyártás költségvetése 8 millió dollár volt.